# Luis de Madrazo y Kuntz
Luis de Madrazo y Kuntz (27 febrer 1825 – 9 febrer 1897) fou un pintor espanyol especialitzat en retrats i escenes religioses, membre d'una coneguda família d'artistes que incloïa el seu pare José (pintor), i els seus germans Federico (també pintor), Pedro (crític d'art) i Juan (arquitecte).

## Biografia
Va néixer a Madrid, en el si d'una reputada família d'artistes. El seu pare era José de Madrazo y Agudo (1781-1859), i els seus germans eren Federico de Madrazo y Kuntz (1815-1894) i Pedro de Madrazo y Kuntz (1816-1898). Els seus nebots Raimundo de Madrazo y Garreta (1841-1920) i Ricardo de Madrazo y Garreta (1852-1917) esdevingueren, ambdós, pintors notables. La família Madrazo ha estat descrita com una de les més importants dinasties de la pintura, que literalment va dominar la pintura del segle xix a Espanya. El seu avi polonès Tadeusz Kuntz era també pintor.
Ell i els seus germans van rebre les seves primeres lliçons d'art a l'estudi del seu pare. Més tard, va entrar al Reial Acadèmia de Belles Arts de Sant Ferran. El 1845 trobà ocupació com a il·lustrador per la revista Seminario Pintoresco Español. Diversos anys més tard, va ser pensionat per completar els estudis a Roma i millorar el seu estil. Inicialment va assistir a l'Acadèmia de Sant Lluc, posteriorment es matriculà a l'Acadèmia francesa de Roma a la Vil·la Mèdici. Mentre era allà va conèixer Friedrich Overbeck i va venir quedar influenciat pel moviment natzarenista.
Després dels seus estudis a Roma va fer una gira per Europa, vivint breument a París, Múnic, Venècia i Berlín. A principis de la dècada de 1890 va instal·lar-se durant un temps a Pompeia amb dos pintors espanyols amics seus. Va retornar a Madrid quan la influència del seu pare i els germans més grans li havien facilitat l'entrada als cercles artístics d'aquella ciutat, generant la creença que el seu èxit era degut enterament a la reputació de la seva família.
Durant aquest període final de la seva vida es va dedicar principalment a l'ensenyament i a pintar retrats de la noblesa. Va rebre ser distingit amb una comanadoria de l'Orde d'Isabel la Catòlica i finalment esdevingué director de l'Escola Superior de Pintura, Escultura i Gravat de Madrid, essent substituït a la seva mort per Dióscoro Puebla.